# Špania Dolina
Špania Dolina (in tedesco Herrengrund, in ungherese Úrvölgy) è un comune della Slovacchia facente parte del distretto di Banská Bystrica, nella regione omonima.

## Storia
Il villaggio è citato per la prima volta nei documenti antichi nel 1263 con i nomi in latino di Montana e Vallis Dominorum. I suoi abitanti all'epoca erano minatori sassoni provenienti da Banská Bystrica. 
Del comune di Špania Dolina fa parte la frazione di Piesky (in tedesco Sandberg).